# Horatio Walker

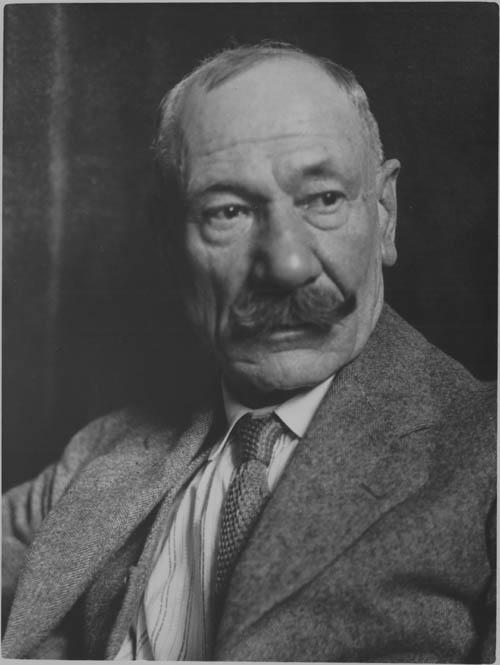
Horatio Walker, fotografiert von M.O. Hammond, 1931

Horatio Walker (* 12. Mai 1858 in Listowel, Ontario; † 27. September 1938 in Sainte-Pétronille, Quebec) war ein kanadischer Fotograf und Maler.
Die kanadische Bundesregierung ehrte Walker am 29. Mai 1939 für sein Werk sowie Schaffen und erklärte ihn zu einer „Person von nationaler historischer Bedeutung“.

## Leben

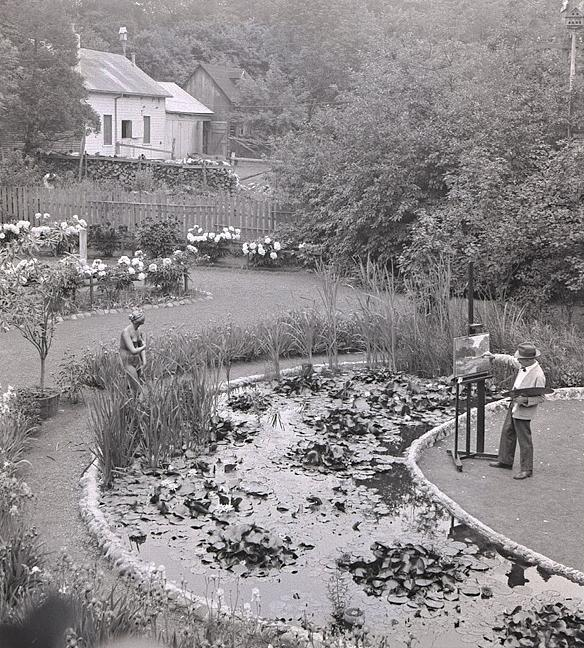
Horatio Walker, 1933

Horatio Walker war der Sohn von Thomas Walker und seiner Ehefrau Jeanne Maurice. Zwischen 1873 und 1876 machte Walker eine Ausbildung bei den Fotografen Notman und Fraser in Toronto. Später arbeitete er als Fotograf in Rochester für eine Reihe von Jahren. Anfang der 1880er Jahre bereiste Walker Europa und lernte die französische Schule von Barbizon kennen und wurde stark von ihr beeinflusst. In den späteren Jahren verbrachte er seine Winter in New York City und die Sommermonate auf Île d’Orléans.
Im Jahre 1883 heiratete er in Toronto Jeanette Pretty († 1938). Aus der gemeinsamen Ehe gingen zwei Kinder,  Alice (1884–1891) und Horatio Jr. (1886–1910), hervor. Seine Tochter starb an den Folgen einer Diphtherie und sein Sohn von Tuberkulose. Durch die Tragödie erlitt seine Frau Jeanette einen Nervenzusammenbruch und lebte von 1914 bis zu ihrem Tod in einer Psychiatrie.

## Mitgliedschaften und Organisationen
| - 1882 American Watercolor Society - 1883 Royal Canadian Academy of Art - 1887 Society of American Artists - 1891 Vollmitglied (NA) der National Academy of Design - 1898 Mitglied der American Academy of Arts and Letters | - 1901 Royal Institute of Painters in Water Colours - 1915 Gründer und Präsident des Canadian Art Club - 1916 Ehrendoktor der University of Toronto - 1938 Ehrendoktor der Universität Laval in Québec |